# 上海市人民政府驻西藏办事处
上海市人民政府驻西藏办事处，简称上海驻藏办，是上海市人民政府派驻西藏自治区的常设办事机构，归口上海市人民政府办公厅管理，是上海市加强同西藏之间政治、经济、科技交流协作的重要渠道，办事处下设秘书处、业务处、两个职能部门，机关办公地点为拉萨市生态路仙足岛。

## 历史沿革
2005年7月25日，上海市人民政府驻西藏办事处揭牌正式成立。时任西藏自治区党委常务副书记、区人大常委会主任列确和上海市委副书记、市长韩正为上海市政府驻西藏办事处揭牌，是外省市人民政府在西藏设立的第一个办事处。

## 联系区域
目前，上海市人民政府驻西藏办事处负责联系西藏自治区，联系上海与西藏自治区在社会、经济、文化等方面的合作交流，做好上海与西藏日喀则地区的对口支援的服务工作。

## 组织结构

### 内设机构
- 秘书处
- 业务处